# Anna Wagener
Anna Wagener (ur. 14 października 1976 jako Anja Susterman) – mołdawska szachistka, reprezentantka Luksemburga od 2006, arcymistrzyni od 1996 roku.

## Kariera szachowa
Wielokrotnie reprezentowała Mołdawię na mistrzostwach świata i Europy juniorek w różnych kategoriach wiekowych, największy sukces odnosząc w 1992 r. w Rimavskiej Sobocie, gdzie zdobyła tytuł wicemistrzyni Europy juniorek do 16 lat. W 1993 r. zwyciężyła w kołowym turnieju w Bukareszcie, natomiast w 1994 r. podzieliła IV m. (za Fliurą Uskową, Szidonią Vajdą i Luizą Marin) w Baile Herculane. W tym okresie należała już do ścisłej czołówki mołdawskich szachistek. Pomiędzy 1994 a 2004 pięciokrotnie uczestniczyła w szachowych olimpiadach. W 2008 r. po raz kolejny wystąpiła w turnieju olimpijskim, już w barwach Luksemburga. W 2009 r. podzieliła V m. w mistrzostwach tego kraju mężczyzn.
Najwyższy ranking w karierze osiągnęła 1 lipca 1996 r., z wynikiem 2325 punktów dzieliła wówczas 57-61. miejsce na światowej liście FIDE, jednocześnie zajmując 2. miejsce (za Almirą Skripczenko) wśród mołdawskich szachistek.